# Gérard Filippelli
Gérard Filippelli, noto come Phil (Parigi, 12 dicembre 1942 – Argenteuil, 30 marzo 2021), è stato un cantante, chitarrista e attore francese.

## Biografia
Nel 1964 a Châteauroux acquistò un amplificatore per 500 franchi dell'epoca da un soldato americano.
Nel 1966 aprì il sipario al cinema REX, Jean Sarrus e Gérard Rinaldi lo incontrarono e si offrirono di dare loro una mano per fungere da sound manager nel loro gruppo.
È stato uno dei membri del gruppo Les Problèmes all'assolo di chitarra e poi un membro del team di Les Charlots.
Nel 1970 sua moglie morì in un incidente stradale.

## Filmografia parziale

### Attore
- 5 matti in mezzo ai guai (La Grande java), regia di Philippe Clair (1969)
- Cinque matti al servizio di leva (Les Bidasses en folie), regia di Claude Zidi (1971)
- Cinque matti allo stadio (Les Fous du stade), regia di Claude Zidi (1972)
- Cinque matti alla corrida (Les Charlots font l'Espagne), regia di Jean Girault (1972)
- Cinque matti al supermercato (Le Grand bazar), regia di Claude Zidi (1973)
- Se gli altri sparano... io che c'entro!? (Je sais rien, mais je dirai tout), regia di Pierre Richard (1973)
- Più matti di prima al servizio della regina (Les quatre Charlots mousquetaires), regia di André Hunebelle (1974)
- Cinque matti alla riscossa (Les Charlots en folie: À nous quatre Cardinal!), regia di André Hunebelle (1974)
- Cinque matti vanno in guerra (Les Bidasses s'en vont en guerre), regia di Claude Zidi (1974)
- Trop c'est trop, regia di Didier Kaminka (1975)
- 005 matti: da Hong-Kong con furore (Bons baisers de Hong-Kong), regia di Yvan Chiffre (1975)
- Et vive la liberté!, regia di Serge Korber (1978)
- 5 matti in delirio (Les Charlots en délire), regia di Alain Basnier (1979)
- Cinque matti contro Dracula (Les Charlots contre Dracula) regia di Jean-Pierre Desagnat (1980)
- Tre per tre (Le Retour des bidasses en folie), regia di Michel Vocoret (1983)
- Charlots connection, regia di Jean Couturier (1984)
- Le retour des Charlots, regia di Jean Sarrus (1992)
- Les Charlots Intime - documentario (2013)
- Les Charlots... Au Phil du temps - documentario (2018)

### Compositore
- 1970 - Je t’aime…normal e Super-gangsters
- 1972 - Les Charlots font l'Espagne
- 1975 - Bons baisers de Hong Kong
- 1992 - Le Retour des Charlots

### Sceneggiatore
- Cinque matti contro Dracula (Les Charlots contre Dracula) regia di Jean-Pierre Desagnat (1980)

### Televisione
- L'homme qui venait du Cher (1969)
- Un incertain sourire, regia di Robert Bober (1970)
- Les Saintes chéries - serie TV, 1 episodio, regia di Jean Becker (1970)
- A Bout Portant les charlots (1971)
- Samedi soir - serie TV, 2 episodi (1972)
- Cadet Rousselle (1972)
- Système 2 (1976)
- Demain c'est Dimanche (1985)
- La douce folie des bidasses (2005)
- Vivement dimanche (2008)
- Histoire de cinéma - riguardo ai Les Charlots (2011)

Ha girato più di 500 spettacoli di Charlots dal 1966 al 2011

## Teatro
- La Cuisine des anges di Albert Husson, regia di Francis Joffo (1976)

## Doppiatori italiani
- Manlio De Angelis in Cinque in mezzo ai guai, Cinque matti allo stadio, Cinque matti alla corrida, Cinque matti al supermercato, Più matti di prima al servizio della regina, Cinque matti vanno in guerra
- Massimo Turci in Cinque matti contro Dracula

## Libri
- Gérard Filippelli, Les Charlots 120 ans de conneries, Scarabée & Compagnie, 1984.